# Болинтиняну, Димитрие
Димитрие Болинтиняну (рум. Dimitrie Bolintineanu; 14 января 1819, Болинтин-Вале (ныне жудец Джурджу, Румыния) — 20 августа 1872, Бухарест) — румынский прозаик, поэт и публицист, политический деятель.

## Биография

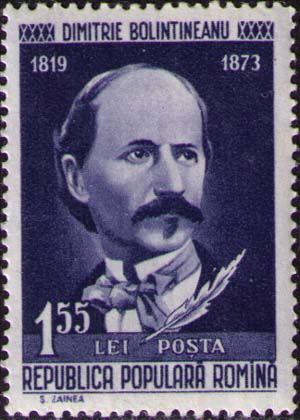
Димитрие Болинтиняну на почтовой марке Румынии 1960 года

По происхождению македонский румын. Вступил в члены тайного общества «Братство». «Литературное общество» добилось для него стипендии, и он в 1845 уехал в Париж для завершения образования, откуда вернулся в 1848 году.
Издавал газету «Poporul suveran» («Независимый народ»). Вместе с участниками революции был арестован. Бежал во Францию. Много путешествовал, особенно по Ближнему Востоку. В 1857 получил разрешение вернуться на родину. При господаре А. Кузе занимал ответственные посты, был членом европейской Дунайской комиссии, министром просвещения.
Зачинатель румынского романа и литературного направления, ориентировавшегося на творчество Байрона и Ламартина, ввёл историческую балладу в румынскую литературу.
Автор сборников лирических стихов «Румынские мелодии» (1858), патриотических «Легенд или оригинальных сказок в стихах» (1858) и сатир («Немесис», 1861; «Эвмениды…», 1866). Его творчество носит романтический характер и связано с освободительным движением середины XIX века в Валахии и Молдавии.
В своих «Исторических легендах» Д. Болинтиняну воспел борьбу румынского народа за независимость. Сборник «Немезида» (1861), романы «Маноил» (1855) и «Елена» (1861) направлены против внутренней реакции. В циклах «Цветы Босфора» и «Македонянки» собраны лирические стихи, среди которых много анакреонтические. Болинтиняну писал также драматические и публицистические произведения.